# Keť
Keť (hongrois : Érsekkéty) est un village de Slovaquie situé dans la région de Nitra.

## Histoire
Première mention écrite du village en 1308.

## Démographie

### Évolution de la population
| Année:               | 1994. | 2004.   | 2014.   | 2024.    |
| -------------------- | ----- | ------- | ------- | -------- |
| Nombre de personnes: | 764   | 688     | 636     | 562      |
| Différence:          |       | -9,94 % | -7,55 % | -11,63 % |

| Année:               | 2023. | 2024.   |
| -------------------- | ----- | ------- |
| Nombre de personnes: | 571   | 562     |
| Différence:          |       | -1,57 % |